# U 106
U 106 byla německá ponorka typu IX B postavená počátkem 2. světové války pro německé válečné loďstvo. Patřila k nejúspěšnějším německým ponorkám 2. světové války.
Stavba plavidla byla zadána brémské loděnici AG Weser a začala v listopadu 1939. Do provozu byla U 106 schválena v září 1940. 24. září téhož roku byla zařazena do 2. ponorkové flotily (Unterseebootflottille), kde sloužila téměř tři roky.
Během 10 plaveb, které U 106 vykonala, potopila 22 spojeneckých lodí o celkovém výtlaku 138 581 brutto registrovaných tun (BRT). Poškodila také dvě lodi s výtlakem celkem 12 634 BRT, pomocnou válečnou loď o výtlaku 8246 BRT a britskou bitevní loď HMS Malaya. Urychlila také vstup Mexika do války na straně Spojenců, když v Mexickém zálivu potopila tanker Faja de Oro plující pod mexickou vlajkou.

## Služební historie

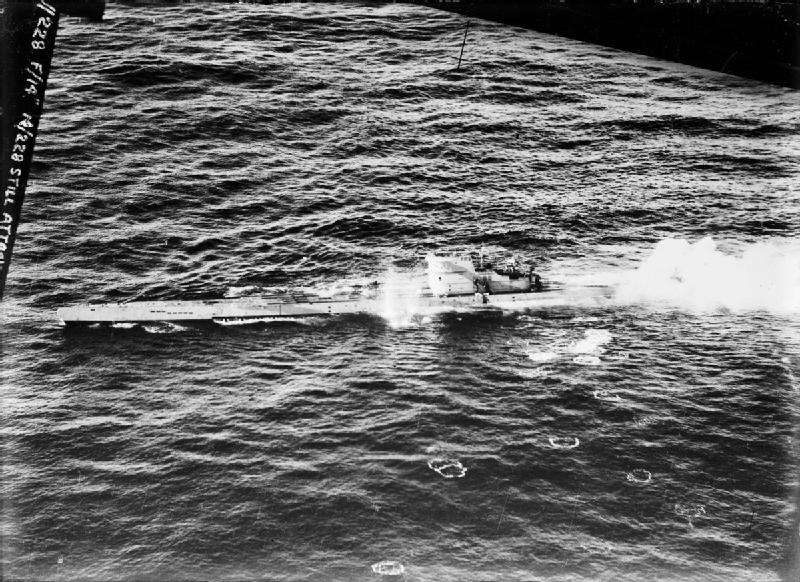
Ponorka U 106 po leteckém náletu RAF

### 1941
První plavba, kterou U 106 vykonala, trvala od 4. ledna do 10. února 1941. Hlídkovala při ní severovýchodně od Rockallu a potopila dvě lodi. Druhá plavba probíhala od 26. února do 17. června ve středním Atlantiku a U 106 při ní potopila osm lodí. Třetí plavba začala 11. srpna a skončila 11. září. U 106 při ní hlídkovala jihovýchodně od Irska, ale nepotopila žádnou loď. Čtvrtá plavba probíhala od 21. října do 22. listopadu a byla při ní potopena jedna loď. Ponorka však během ní přišla o čtyři muže. Stalo se tak 23. října a tato událost ukazuje, jak nebezpečná byla služba v severním Atlantiku. Když při střídání hlídek otevřela nová směna příklop na můstku velitelské věže, vojáci zjistili, že všechny čtyři členy předchozí hlídky smetlo rozbouřené moře.

### 1942
Během páté plavby, jež probíhala od 3. ledna do 22. února 1942, hlídkovala U 106 u východního pobřeží Spojených států, přičemž potopila pět lodí. Šestá plavba, tentokrát v Mexickém zálivu, probíhala od 15. dubna do 29. června a U 106 během ní opět potopila pět lodí. Sedmá plavba začala 25. července a skončila 28. července poté, co na U 106 zaútočil bombardér Vickers Wellington 311. československé bombardovací perutě RAF. Útok ponorku značně poškodil, její velitel utrpěl zranění a jeden důstojník byl zabit. Na osmou plavbu se U 106 vydala 22. září a hlídkovala při ní ve středním Atlantiku a v zálivu svatého Vavřince. Během plavby, která skončila 26. prosince, potopila jednu loď.

### 1943
Devátá plavba U 106 začala 17. února 1943 a skočila 4. dubna. Ponorka při ní hlídkovala v oblasti Azor a Kanárských ostrovů. Nepotopila během ní žádnou loď.
Desátá a poslední plavba ponorky U 106 začala 19. března a trvala do 2. srpna, kdy ji severozápadně od španělského mysu Ortegal objevila posádka Wellingtonu 407. perutě kanadského královského letectva (RCAF) a zaútočila na ni. Poškozená ponorka se po útoku kanadského letadla pokoušela spojit s eskortními motorovými torpédovými čluny, aby ji doprovodily zpět na základnu. Přitom ji spatřila posádka britského hlídkového a protiponorkového hydroplánu Short Sunderland 407. perutě Royal Air Force a zaútočila na ni. Ponorka sice palbou svých palubních protiletadlových zbraní tento útok odvrátila, ale dalšímu Sunderlandu, tentokrát ze 461. perutě australského královského letectva (RAAF), již podlehla. U 106 po zásahu vybuchla a poté se potopila. Z celkem 48 námořníků tvořících posádku ponorky při tom zahynulo 22, 26 zbývajících zachránily německé torpédové čluny.